# Bustul lui Gheorghe Șincai din București
Bustul lui Gheorghe Șincai  din fața Colegiului Național Gheorghe Șincai din București este opera sculptorului Ion Schmidt-Faur (1883-1934). A fost dezvelit în anul 1930.
Bustul îl reprezintă pe cărturarul iluminist Gheorghe Șincai (1753-1816), unul din fruntașii Școlii Ardelene. Pe soclul bustului sunt fixate trei plăci de bronz cu basoreliefuri: unul înfățișează un raft cu cărți, altul o făclie iar ultimul, Lupoaica cu Romulus și Remus.
Opera este înscrisă în Lista monumentelor istorice 2010 - Municipiul București - la nr. crt. 2374, cod LMI B-III-m-B-20055.
Bustul este situat în sectorul 4, la intersecția Bulevardului Dimitrie Cantemir cu Bulevardul Gheorghe Șincai, vizavi de intrarea în Parcul Tineretului.